# Floyd Gottfredson
Floyd Gottfredson (ur. 5 maja 1905 w Kaysville, zm. 22 lipca 1986 w Los Angeles) – amerykański rysownik komiksowy znany głównie z krótkich pasków komiksowych opowiadających o Myszce Miki i Kaczorze Donaldzie.

## Życiorys
Już jako mały chłopiec fascynował się kreskówkami. W wieku 23 lat wygrał ogólnokrajowy konkurs dla rysowników komiksowych. 20 lat po śmierci przyznano mu pośmiertnie najwyższe trofeum komiksowe – nagrodę Eisnera.